# 12-O-Tetradekanoilforbol-13-acetat
12-O-tetradekanoilforbol-13-acetat (TPA) (tetradekanoilforbol acetat, tetradekanoil forbol acetat, forbol 12-miristat 13-acetat, PMA) je diestar forbola i potentan promoter tumora koji se često koristi u biomedicinskim istraživanjima za aktiviranje prenosa signala enzima proteinska kinaza C (PKC). TPA deluje na PKC usled njegove sličnosti sa prirodnim aktivatorom klasičnih PKC izoformi, diacilglicerolom.
TPA se istražuje kao potencijalni lek za tretman hematološkog kancera.

## Spoljašnje veze
- Tetradecanoylphorbol+Acetate на 
- „NCI Dictionary Entry”. Архивирано из оригинала 01. 09. 2005. г. Приступљено 02. 07. 2005. Архивирано на веб-сајту  (1. септембар 2005)
- „Phase 1 Clinical Trials”. Приступљено 02. 07. 2005.